# 1971 en arts plastiques
| Années des arts plastiques : 1968 - 1969 - 1970 - 1971 - 1972 - 1973 - 1974    |
| Décennies des arts plastiques : 1940 - 1950 - 1960 - 1970 - 1980 - 1990 - 2000 |

Cette page concerne l'année 1971 en arts plastiques.

## Œuvres
- Broken Circle/Spiral Hill, œuvre de Land art en deux parties de Robert Smithson, située à Emmen, aux Pays-Bas.

## Naissances
- 4 janvier : Jun'ichi Kakizaki, artiste, sculpteur et botaniste japonais,
- 2 février : Xavier Noiret-Thomé, artiste peintre français,
- 14 février : Stéphane Montefiore, artiste peintre français,
- 4 juin : Evelyn Kreinecker, peintre autrichienne,
- 30 septembre : Nicole Blackman, artiste américaine,
- 18 octobre : Sigrid Pawelke, commissaire d’exposition et historienne de l’art allemande.
- ? : Markus Karstieß, sculpteur allemand.
- ? : Natacha Lesueur, photographe et plasticienne française.
- ? : Nguyen Van Cuong II, peintre vietnamien.

## Décès
- 4 janvier : Jacqueline Pavlowsky, peintre française (° 1er septembre 1921),
- 9 janvier : René Rodes, peintre français (° 7 juin 1896),
- 10 janvier : Christine Boumeester, peintre abstraite et graveuse française d'origine hollandaise (° 12 août 1904),
- 23 janvier : Germaine Bongard, peintre et couturière française (° 3 février 1885),
- 10 février : Henri Huet, peintre et reporter-photographe de guerre français (° 14 avril 1927),
- 11 février :
  - André Boursier-Mougenot, peintre figuratif, illustrateur, auteur,  photographe et cinéaste français (° 13 juillet 1892),
  - Willi Geiger, peintre et illustrateur allemand (° 17 août 1878),
- 20 mars : Édouard-Marcel Sandoz, sculpteur et aquarelliste suisse (° 21 mars 1881),
- 27 mars : Manuel Rodríguez Lozano, peintre mexicain (° 4 décembre 1891),
- 8 avril :
  - Gaston Balande, peintre et dessinateur français (° 31 mai 1880),
  - Jilali Gharbaoui, peintre marocain (°10 mai 1929),
- 11 avril : Marcel Gromaire, peintre français (° 24 juillet 1892),
- 13 avril : Ernest Heber Thompson, peintre, graveur et professeur d'art néo-zélandais (° 20 janvier 1891),
- 17 avril : Pierre Valade, peintre français (° 10 septembre 1909),
- 20 avril : Alberto Magnelli, peintre italien (° 1er juillet 1888),
- 3 mai :
  - Ksenia Bogouslavskaïa, peintre, illustratrice et décoratrice de théâtre russe puis soviétique (° 24 janvier 1892),
  - Massimo Campigli, peintre italien (° 4 juillet 1895),
- 21 mai : Jim Sévellec, peintre et céramiste français (° 21 janvier 1897),
- 25 mai : Gustav-Adolf Mossa, peintre symboliste français (° 28 janvier 1883),
- 28 mai : Roland Wakelin, peintre et professeur australien et néo-zélandais (° 17 avril 1887),
- 21 juin : Erich Hermès, peintre et dessinateur suisse (° 18 janvier 1881),
- 23 juin : Aimé Dallemagne, peintre aquarelliste et graveur aquafortiste français (° 16 mars 1882),
- 28 juin : Martin Benka, peintre, illustrateur et graveur austro-hongrois puis tchécoslovaque (° 21 septembre 1888),
- 31 mai : Norman Wilkinson, peintre, illustrateur, affichiste et camoufleur de guerre britannique (° 24 novembre 1878),
- 29 juin : Maurice Bouviolle, peintre français (° 3 juin 1893),
- 4 juillet : Raymond Feuillatte, peintre français (° 13 mai 1901),
- 10 juillet : Amin Demnati, peintre marocain (° 15 janvier 1942),
- 24 juillet : Joseph Sima, peintre français d'origine austro-hongroise et tchécoslovaque (° 18 mars 1891),
- 25 juillet : Raymond Legueult, peintre français (° 10 mai 1898),
- 29 juillet : Georges Hermann, peintre, graveur, plasticien, théoricien de l'art et chimiste français (° 26 juin 1923),
- 31 juillet : Samson Flexor, peintre franco-brésilien (° 31 juillet 1907),
- 6 août :
  - Maurice Duhaupas, peintre français (° 20 février 1891),
  - Jacques Thiout, peintre français (° 1er juillet 1913),
- 8 août : Paul Deltombe, peintre français (° 6 avril 1878),
- 12 août : Louis Charrat, peintre français (° 19 octobre 1903),
- 20 août : Alexandre Nikolaïevitch Samokhvalov, peintre avant-gardiste russe puis soviétique (° 21 août 1894),
- 21 août : Gianfilippo Usellini, peintre et graveur italien (° 7 mai 1903),
- 27 août : Giannino Castiglioni, sculpteur et médailleur italien (° 4 août 1884),
- 31 août : René Aberlenc, peintre français (° 10 novembre 1920),
- 1er septembre : Serge Fotinsky, peintre, aquarelliste, graveur et illustrateur russe puis soviétique et français (° 3 février 1887),
- 18 septembre : Camille Quesneville, graveur, imprimeur d'art et peintre français (° 2 mai 1901),
- 22 septembre : Paul Lemasson, peintre français (° 10 janvier 1897),
- 28 septembre : Bohuslav Reynek, poète, écrivain, peintre, graveur, illustrateur et traducteur austro-hongrois puis tchécoslovaque (° 31 mai 1892),
- 6 octobre : Kawashima Rüchiro, peintre japonais (° 9 mars 1886),
- 8 octobre : Joseph Inguimberty, peintre français (° 18 janvier 1896),
- 11 octobre : Berthe Noufflard, peintre française (° 5 juillet 1886),
- 19 octobre : François Lunven, graveur, dessinateur et peintre français (° 11 septembre 1942),
- 1er novembre :
  - Robert Bonfils, illustrateur, peintre, graveur et relieur français (° 15 octobre 1883),
  - Jeanne Coppel, peintre française (° 16 mai 1896),
- 5 novembre : Kamesuke Hiraga, peintre, dessinateur et graveur japonais (° 25 septembre 1889),
- 13 novembre : Julien Lacaze, peintre, lithographe et aquafortiste français (° 11 août 1886),
- 15 novembre : Wanda Chełmońska, peintre polonaise (° 1889),
- 27 novembre : Jan Groenestein, sculpteur, designer, peintre, pastelliste, aquarelliste, lithographe et aquafortiste néerlandais (° 4 octobre 1919),
- 2 décembre : René Crevel, architecte, décorateur et  peintre français (° 23 février 1892),
- 17 décembre : Pierre Forest, peintre français (° 21 novembre 1881),
- 18 décembre : Guillaume Pujolle, peintre français (° 18 juin 1893),
- 20 décembre : Amerigo Bartoli, peintre, caricaturiste et écrivain italien (° 24 décembre 1890),
- ? :
  - Pierre Bach, peintre paysagiste français (° 1906),
  - Inès Barcy, peintre française (° 1880),
  - Alfred Bergier, peintre français (° 1881),
  - André Aaron Bilis, peintre, portraitiste et miniaturiste russe puis argentin (° 1893),
  - Bernard Bottet, peintre et archéologue français (° 16 août 1900),
  - Robert-André Bouroult, peintre français (° 1893),
  - Émile Bréchot, peintre et sculpteur français (° 5 décembre 1887),
  - Jacques Camus, peintre, graveur, aquafortiste, lithographe et illustrateur français (° 15 octobre 1893),
  - Olga Choumansky, décoratrice de théâtre et de cinéma, dessinatrice, peintre et costumière roumaine (° 8 mars 1896),
  - Maurice Deschodt, peintre français (° 1899),
  - Léon Dupin, peintre et affichiste français (° 22 mars 1898),
  - André La Vernède, peintre et aquarelliste français (° 11 octobre 1899),
  - Guglielmo Pizzirani, peintre italien (° 28 novembre 1886),
  - Paolo Scheggi, peintre italien (° 1940).